# Agnese del Monferrato
Agnese del Monferrato (1187 circa – 1207/1208) è stata una nobile italiana, imperatrice consorte e prima moglie di Enrico di Fiandra, imperatore latino di Costantinopoli.

## Biografia
Era una figlia di Bonifacio I del Monferrato, fondatore del Regno di Tessalonica, e della sua prima moglie Elena del Bosco, figlia del marchese aleramico Anselmo IV del Bosco. Era una sorella di Guglielmo VI del Monferrato. Era anche una sorella, da parte di padre, di Demetrio, che fu re di Tessalonica.
Secondo Goffredo di Villehardouin, Agnes risiedeva in Lombardia fino a quando suo padre la convocò Tessalonica nel 1206. Bonifacio procedette a inviare Ottone de La Roche, megaskyr o gran signore di Atene, come suo inviato a Enrico, proponendo un matrimonio tra lei e l'imperatore. Enrico accettò l'offerta.
Bonifacio inviò Agnese ad Abido, in Misia con una galea. I suoi messaggeri raggiunsero poi Enrico con le informazioni sulla sua posizione. Lo stesso Goffredo di Villehardouin e Miles del Brabante furono incaricati di accompagnarla. Villehardouin descrive Agnese come "molto buona e giusta". Agnese fu scortata a Costantinopoli senza alcun incidente. Il 4 febbraio 1207, sposò Enrico delle Fiandre. Secondo Villehardouin, il matrimonio ebbe luogo a Santa Sofia a Costantinopoli la domenica seguente la Candelora. La festa di nozze ebbe luogo al palazzo del Bucoleone.
Secondo il Dictionnaire historique et Généalogique des grandes familles de Grèce, d'Albanie et de Constantinople (1983) di Mihail-Dimitri Sturdza, il matrimonio era parte di una nuova alleanza tra Bonifacio ed Enrico contro Kalojan di Bulgaria.
Villehardouin ricorda che nel settembre del 1207 Enrico informò suo suocero che Agnese era incinta. Una gioia per entrambi gli alleati. La cronaca termina con la morte di Bonifacio il 4 settembre 1207 e quindi non riporta la conclusione della gravidanza. Poiché non sembra esserci ulteriore menzione di Agnese, si ritiene che sia morta durante il parto, probabilmente insieme al suo bambino.
Nel 1208, Henri de Valenciennes menziona una figlia di Enrico che sposa Alexander, un nipote di Pietro IV di Bulgaria, Ivan Asen I di Bulgaria e Kalojan di Bulgaria. Tuttavia, come figlia di Agnese, la figlia sarebbe stata una neonata, un'età improbabile per il matrimonio. Pertanto è probabile che si tratti di una figlia illegittima di Enrico.

## Ascendenza
|                            |               |                           | Genitori                   |  |  | Nonni |  |  | Bisnonni                 |  |  | Trisnonni                   |  |
|                            |               |                           |                            |  |  |       |  |  | Ranieri I del Monferrato |  |  | Guglielmo IV del Monferrato |  |
|                            |               |                           |                            |  |  |       |  |  | Ranieri I del Monferrato |  |  | Guglielmo IV del Monferrato |  |
|                            |               | Otta di Agliè             |                            |  |  |       |  |  | Ranieri I del Monferrato |  |  |                             |  |
| Guglielmo V del Monferrato |               |                           |                            |  |  |       |  |  | Ranieri I del Monferrato |  |  |                             |  |
|                            |               | Gisella di Borgogna       | Guglielmo I di Borgogna    |  |  |       |  |  |                          |  |  |                             |  |
|                            |               | Gisella di Borgogna       | Guglielmo I di Borgogna    |  |  |       |  |  |                          |  |  |                             |  |
|                            |               | Gisella di Borgogna       | Stefania di Borgogna       |  |  |       |  |  |                          |  |  |                             |  |
| Bonifacio I del Monferrato |               | Gisella di Borgogna       |                            |  |  |       |  |  |                          |  |  |                             |  |
|                            |               | Leopoldo III di Babenberg | Leopoldo II di Babenberg   |  |  |       |  |  |                          |  |  |                             |  |
|                            |               | Leopoldo III di Babenberg | Leopoldo II di Babenberg   |  |  |       |  |  |                          |  |  |                             |  |
|                            |               | Leopoldo III di Babenberg | Ida di Formbach-Ratelnberg |  |  |       |  |  |                          |  |  |                             |  |
| Giuditta di Babenberg      |               | Leopoldo III di Babenberg |                            |  |  |       |  |  |                          |  |  |                             |  |
|                            |               | Agnese di Waiblingen      | Enrico IV di Franconia     |  |  |       |  |  |                          |  |  |                             |  |
|                            |               | Agnese di Waiblingen      | Enrico IV di Franconia     |  |  |       |  |  |                          |  |  |                             |  |
|                            |               | Agnese di Waiblingen      | Berta di Savoia            |  |  |       |  |  |                          |  |  |                             |  |
| Agnese del Monferrato      |               | Agnese di Waiblingen      |                            |  |  |       |  |  |                          |  |  |                             |  |
|                            | Ugo del Bosco | Anselmo II di Savona      |                            |  |  |       |  |  |                          |  |  |                             |  |
|                            | Ugo del Bosco | Anselmo II di Savona      |                            |  |  |       |  |  |                          |  |  |                             |  |
|                            | Ugo del Bosco | Adila d'Este              |                            |  |  |       |  |  |                          |  |  |                             |  |
| Anselmo I del Bosco        | Ugo del Bosco |                           |                            |  |  |       |  |  |                          |  |  |                             |  |
|                            |               | …                         | …                          |  |  |       |  |  |                          |  |  |                             |  |
|                            |               | …                         | …                          |  |  |       |  |  |                          |  |  |                             |  |
|                            |               | …                         | …                          |  |  |       |  |  |                          |  |  |                             |  |
| Elena del Bosco            |               | …                         |                            |  |  |       |  |  |                          |  |  |                             |  |
|                            |               | Ubaldo, conte             | …                          |  |  |       |  |  |                          |  |  |                             |  |
|                            |               | Ubaldo, conte             | …                          |  |  |       |  |  |                          |  |  |                             |  |
|                            |               | Ubaldo, conte             | …                          |  |  |       |  |  |                          |  |  |                             |  |
| Adelasia                   |               | Ubaldo, conte             |                            |  |  |       |  |  |                          |  |  |                             |  |
|                            |               | …                         | …                          |  |  |       |  |  |                          |  |  |                             |  |
|                            |               | …                         | …                          |  |  |       |  |  |                          |  |  |                             |  |
|                            |               | …                         | …                          |  |  |       |  |  |                          |  |  |                             |  |
|                            |               | …                         |                            |  |  |       |  |  |                          |  |  |                             |  |